# گل‌فشان‌های چابهار

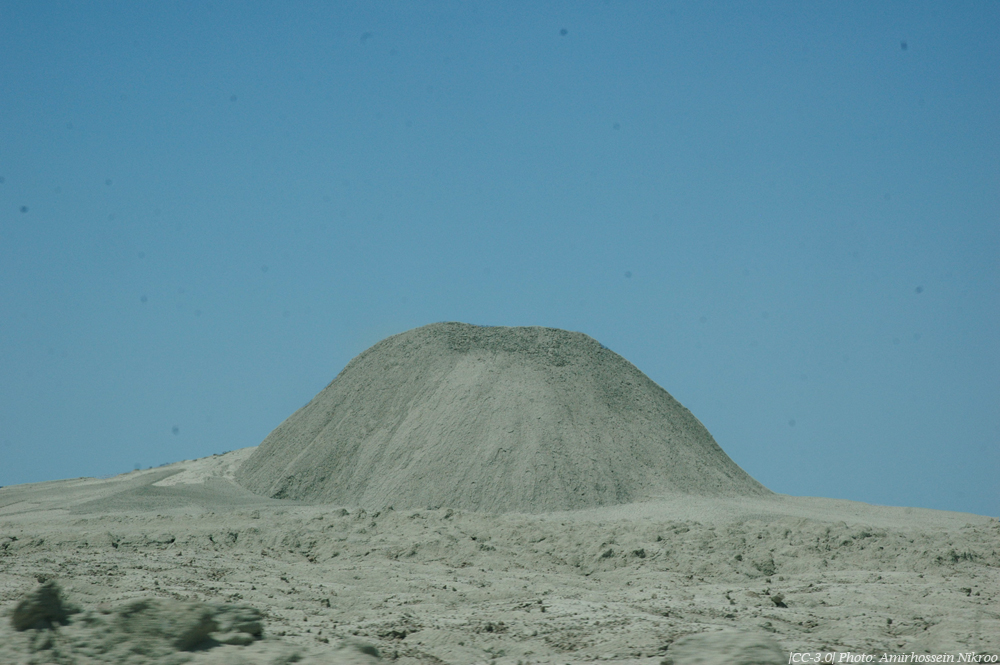
کوه گل‌فشان چابهار

چشمه‌های گل‌فشان چابهار پدیده‌ای طبیعی در جنوب شرقی ایران‌اند. این گل‌فشان‌ها در جنوب استان سیستان و بلوچستان قرار دارند.
پدیدهٔ طبیعی گل‌فشان در شمال غربی شهرستان چابهار در دشت گسترده‌ای به نام کهیر وجود دارد، که با پرتاب گل همراه با متصاعدشدن گاز از اعماق زمین به وجود آمده است.
این پدیدهٔ که بر اثر عوامل مهمّ زمین‌شناختی و بیانگر فعّالیّت‌های زمین‌ساختی منطقه است در طول سالیان متمادی تپّه‌ای از گل به وجود آورده که هیچ گونه‌ای از گیاهان در این خاک رشد نمی‌کنند. پدیدهٔ گل‌فشان، تپّهٔ خاکستری‌رنگی به شکل مخروط ایجاد کرده که به علّت مسطّح‌بودن زمین منطقه از فواصل دور قابل رؤیت است.

## روستای تنگ
روستای تنگ چابهار یکی از مقاصد گردشگری نزدیک به این گل‌فشان‌ها در استان سیستان و بلوچستان است که در فاصله ۸۰ کیلومتری شهر کنارک و در نزدیکی ساحل دریای عمان قرار دارد. این روستا از طریق جاده بندر جاسک و سپس جاده فرعی بندر تنگ قابل دسترسی است. فصل‌های بهار و پاییز، به دلیل شرایط آب‌وهوایی مناسب، بهترین زمان برای بازدید از این منطقه هستند.
جاذبه‌های روستا:
- تپه‌های گل‌فشان
- ساحل نورانی تنگ:

در شب‌های پاییز و زمستان، ساحل نورانی تنگ به واسطه حضور فیتوپلانگتون‌ها منظره‌ای مخصوص ایجاد می‌کند.
- اسکله ماهیگیری تنگ:

این اسکله با لنج‌ها و قایق‌های سنتی، مرکز فعالیت‌های صیادی و نمایانگر فرهنگ محلی مردم روستاست.
- ساحل کشتی سنگی:

این صخره بزرگ که شبیه کشتی است، یکی دیگر از جاذبه‌های طبیعی تنگ محسوب می‌شود. این پدیده که بر اثر فرسایش شکل گرفته، هنگام پایین بودن سطح آب قابل دسترسی است.

## نگارخانه

گل‌فشان کنارک میزبان مسافران نوروزی است.

سیل گردشگران برای دیدن گل‌فشان چابهار

## جسارت‌های وابسته
- استان سیستان و بلوچستان
- شهرستان چابهار
- کهیر
- گل‌فشان